# Gungrave
Gungrave é um jogo de tiro em terceira pessoa, desenvolvido pela Red Entertainment e distribuído pela Sega para o console PlayStation 2. O primeiro jogo foi lançado em 2002 no japão intitudado de Gungrave, em 2004  saiu o segundo jogo, chamado Gungrave O.D..